# Derck Littel
Drs. Derck Jan Littel (Rotterdam, 1960) is een Nederlands cellist.
Littel, zoon van een muziekleraar, begon met het bespelen van de cello toen hij zeven jaar was. Hij studeerde later aan het Brabants Conservatorium, waar hij les had van György Schiffer en in 1983 het diploma DM cum laude behaalde. Hij vervolgde zijn opleiding aan het Sweelinck Conservatorium in Amsterdam bij Harro Ruysenaars waar hij in 1986 het UM diploma behaalde. Ook volgde hij masterclasses bij bekende cellisten als Colin Carr, Tibor de Machula, Natalja Gutman en Mischa Maisky. Hij speelt op een cello gebouwd door George Panormo in 1827 en een barokcello gebouwd door Pieter Rombous in 1698.
Littel was tot 1994 plaatsvervangend solocellist in het Orkest van het Oosten en van 1994 tot 2004 cellist in het kamerorkest Nieuw Sinfonietta Amsterdam. Hij speelde als freelance cellist onder andere met het Rotterdams Philharmonisch Orkest en het Koninklijk Concertgebouworkest (1994 tot 2012) Hij was bovendien actief in een aantal kamermuziekensembles, w.o. het Concertgebouwkamerorkest. Naast deelname aan diverse cd en dvd opnames met het Koninklijk Concertgebouworkest en Nieuw Sinfonietta Amsterdam werkte hij onder andere mee aan de cd Jewish Chamber Music van Chaim Storosum (1989) en aan de cd Een nieuwe herfst (1995) van Boudewijn de Groot. Naast cellist is hij ook PADI Divemaster.
Hij studeerde hij aan de Gerrit Rietveld Academie (2010-2015), waar hij zich toelegde op geïmproviseerde muziek in samenklank met digitale en analoge input. Vervolgens studeerde hij aan de Royal College of Art in Londen (2016-2018) waar hij een master Sound Design behaalde. 
In het najaar van 2021 publiceerde hij zijn boek J.S.Bach, Exordium to Cello Suites BWV 1007-1012 [EAN 9789464371239] 